# MECAR 90/32
Il cannone 90/32 fu un cannone controcarro di produzione belga, prodotto dalla ditta MECAR.

## Storia
Fu impiegato nelle opere del Vallo Alpino come arma controcarro in sostituzione del cannone 75/21 Mod. I.F. e del 75/34 Mod. S.F.. Il cannone aveva un munizionamento particolare e quando si sostituirono i modelli precedenti con questo, si cercò di adattare gli affusti preesistenti
Del cannone esistevano due versioni:
- leggera "L": impiegata in postazione fissa su un affusto di tipo "a candeliere". Proveniva da una modifica del pezzo 75/21 modello I.F., ma aveva un nuovo tipo di canna di calibro 90, prodotto dalla MECAR. Il 90/32 utilizzava blocchi di culatta del 47/32 Mod. 1935 e del 47/40 e gli organi elastici e la culla del 47/40 per il carro armato M15/42.
- pesante "P": impiegato in installazione a sfera. Deriva dal pezzo 75/34 modello S.F. (sfera), utilizzando semilavorati del pezzo montato sul corazzato Ansaldo-Fiat e probabilmente anche di cannoni campali da 75/32. La versione pesante aveva un diverso congegno di puntamento.

In generale il cannone aveva la caratteristica di essere a bassa pressione, che portava a un grande risparmio sui materiali necessari per la sua costruzione. Altro particolare sui proietti a carica cava che il cannone sparava è il piccolo anello che va a formare la corona di forzamento. Naturalmente questi proietti avevano una gittata limitata.
Il cannone, nella versione "L", disponeva di un cannochiale di puntamento (simile a un periscopio), quando il pezzo era montato in postazione fissa su piastra, costruiti dalla ditta Salmoiraghi. La versione "P" aveva invece un iposcopio e aveva 112 rigature destrorse.
Purtroppo il cannone 90/32 non aveva grandi possibilità di fermare l'invasore armato con carri T-55 o modelli successivi.